# Riclef Grolle
Riclef Grolle (Oldenburg, 8 de agosto de 1934 - Freyburg, 12 de junio de 2004) fue un briólogo, y botánico alemán.

## Algunas publicaciones
- 1969. "Miscellanea hepaticologica 91–100" Trans. of the British Bryological Soc. 5: 766–774
- 1983. "Nomina generica Hepaticarum; references, types and synonymies". Acta Botanica Fennica 121: 1–62

### Libros
- günther Natho, riclef Grolle. 1990. Morphologie und Systematik der Pflanzen. Parte 2. Worterbucher Der Biologie. UTB für Wissenschaft 1522. Ed. Fischer, 852 pp. ISBN 3-437-20415-7, ISBN 978-3-437-20415-9
- riclef Grolle. 1995. The Hepaticae and Anthocerotae of the East African Islands - An annotated catalogue. Bryophytorum Bibliotheca, Band 48, ISBN 978-3-443-62020-2